# Йоханнесен, Очи
О́чи Йоха́ннесен (фар. Áki Johannesen; род. 11 ноября 2002, Тофтир, Эстурой) — фарерский футболист, полузащитник клуба «ХБ».

## Клубная карьера
Очи воспитывался в академиях двух клубов: «Б68» из родной деревни Тофтир и «НСИ» из Рунавуйка. В составе тофтирцев 16 марта 2019 года он дебютировал во взрослом футболе, целиком отыграв встречу первого дивизиона с дублирующим составом столичного «ХБ». 10 апреля того же года Очи забил первый гол в карьере, поразив ворота «Ройна» в поединке за Кубок Фарерских островов. В своём дебютном сезоне полузащитник принял участие в общей сложности в 19 матчах первой лиги, отметившись 1 забитым голом. В сезоне-2020 Очи был одним из лидеров тофтирцев, проведя 26 игр и забив 2 гола в первом дивизионе. Он принимал участие в стыковом поединке против «АБ», отыграв все 120 минут. По итогам встречи его клуб добился выхода в высший фарерский дивизион. 7 марта 2021 года Очи дебютировал в премьер-лиге, выйдя в стартовом составе в матче против клаксвуйкского «КИ». Он защищал цвета тофтирцев в высшем фарерском дивизионе на протяжении четырёх сезонов и был их вице-капитаном. 
В сезоне-2025 Очи перешёл из «Б68» в «ХБ», подписав с «красно-чёрными» двухлетнее соглашение.

## Международная карьера
В 2018 году Очи представлял Фарерские острова на юношеском уровне, приняв участие в 3 матчах за сборную до 17 лет.

## Статистика выступлений
| Выступление      | Выступление      | Выступление      | Лига | Лига | Кубки | Кубки | Еврокубки | Еврокубки | Прочие | Прочие | Итого | Итого |
| Клуб             | Лига             | Сезон            | Игры | Голы | Игры  | Голы  | Игры      | Голы      | Игры   | Голы   | Игры  | Голы  |
| ---------------- | ---------------- | ---------------- | ---- | ---- | ----- | ----- | --------- | --------- | ------ | ------ | ----- | ----- |
| Б68              | Первый дивизион  | 2019             | 19   | 1    | 1     | 1     | 0         | 0         | 0      | 0      | 20    | 2     |
| Б68              | Первый дивизион  | 2020             | 26   | 2    | 1     | 0     | 0         | 0         | 1      | 0      | 28    | 2     |
| Б68              | Премьер-лига     | 2021             | 27   | 2    | 0     | 0     | 0         | 0         | 0      | 0      | 27    | 2     |
| Б68              | Премьер-лига     | 2022             | 18   | 0    | 1     | 0     | 0         | 0         | 0      | 0      | 19    | 0     |
| Б68              | Премьер-лига     | 2023             | 16   | 1    | 4     | 0     | 0         | 0         | 0      | 0      | 20    | 1     |
| Б68              | Премьер-лига     | 2024             | 20   | 0    | 1     | 0     | 0         | 0         | 0      | 0      | 21    | 0     |
| Б68              | Итого            | Итого            | 126  | 6    | 8     | 1     | 0         | 0         | 1      | 0      | 135   | 7     |
| Всего за карьеру | Всего за карьеру | Всего за карьеру | 126  | 6    | 8     | 1     | 0         | 0         | 1      | 0      | 135   | 7     |

## Личная жизнь
Родился в семье Суймина и Анн-Бритт Йоханнесенов. Старший брат Очи, Ари Йоханнесен, также является футболистом. Братья вместе выступали за «Б68».